# Micropinces (MEMS)

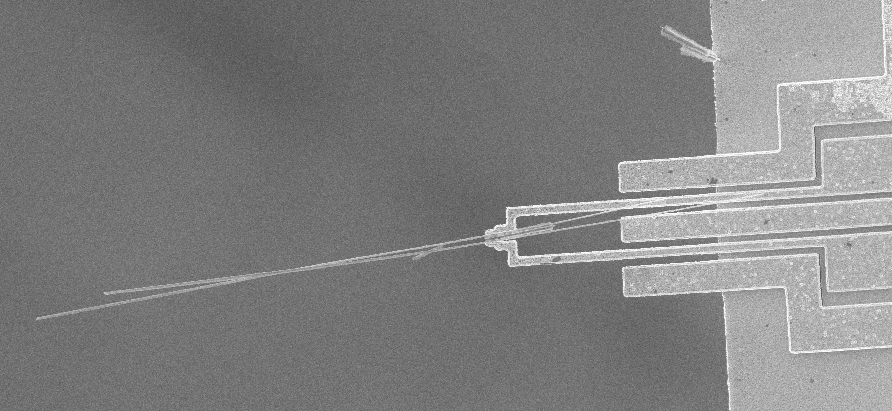
Micropince électrostatique portant des nanotubes de silicium dans un microscope SEM.

Les micropinces, microgrippers (en), sont des microsystèmes électromécaniques, présentant en général deux bras, qui permettent de saisir ou de maintenir un objet. Ils sont utilisés en particulier dans le domaine biomédical pour le microassemblage et la micromanipulation. Leur structure permet de saisir et de transporter des éléments fragiles tels que des cellules ou des vaisseaux sanguins.

## Applications

### Micromanipulation
Les outils couramment utilisés pour la micromanipulation, comme les micropipettes ou les pinces optiques, peuvent se révéler coûteux ou volumineux. L'utilisation de micropinces mécaniques présente des avantages en termes de robustesse, de flexibilité dans la manipulation et d'absence d'interférences optiques ou électriques avec l'échantillon. Elles permettent par exemple de déplacer et positionner individuellement des cellules, de les isoler et de réaliser des opérations endoscopiques. Les micropinces peuvent se révéler utiles en microchirurgie, pour maintenir immobiles des vaisseaux sanguins, des micro-seringues et autres objets. Elles permettent de filtrer les mouvements non désirés tels que les tremblements de la main.

### Caractérisation mécanique
Les micropinces peuvent également être utilisées pour caractériser mécaniquement des vaisseaux sanguins, des cellules et autres micro-matériaux. Ils sont alors compressés entre les bras de la pince qui mesure la force correspondante et permet ainsi de définir leurs propriétés élastiques. La déformation peut être observée optiquement et mesurée grâce à des capteurs. Ceci permet par exemple de définir si des micro-capsules sont assez résistantes pour traverser un vaisseau sanguin, des tissus ou une micro-seringue, leur rupture pouvant entraîner, entre autres, une réponse immunitaire indésirable et des performances moindres.

### Assemblage de microstructures
Les micropinces peuvent être utiles dans la manipulation et l'assemblage de petits objets constituant les composants de structures biomédicales. Dans ces cas-là, elles ne sont pas nécessairement biocompatibles, car elles ne seront pas forcément utilisées dans la manipulation de matériel biologique. Par exemple, l'assemblage d'hydrogels avec une micropince permet de constituer une structure similaire au tissu vasculaire.

## Principes d'actuation
Il est possible d'ouvrir et de fermer les bras d'une micropince de différentes façons. Les actuations les plus utilisées en biomédecine sont les actuations électrostatique et électrothermique.

### Actuation électrostatique
Les micropinces à actuation électrostatique utilisent des capacités parallèles arrangées en peigne,,. L'application d'une tension permet de déplacer la partie mobile du peigne. Le mouvement des plaques peut être latéral ou transversal. Dans le cas d'une micropince de type transversal, la relation entre la tension appliquée et la distance entre les plaques est non linéaire. De fait, il est très difficile de contrôler le point de pull-in, c'est-à-dire la tension à partir de laquelle les doigts vont subitement se plaquer l'un contre l'autre. On utilise donc en général le type latéral qui présente des avantages en termes de linéarité et de simplicité de contrôle.
L'actuation électrostatique permet de grands déplacements, sans hystérésis et à faible température. La structure est simple et le courant traversant le bras de la pince est négligeable, la rendant isolée électriquement. Le principal inconvénient de ce type de pince est sa tension élevée qui est nécessaire pour tout large mouvement. Elle peut être réduite en augmentant le nombre de doigts, ce qui complexifie le processus de fabrication. La géométrie et l'agencement des doigts peuvent également être modifiés pour réduire la tension de commande.

### Actuation électrothermique
L'actuation électrothermique utilise la différence de coefficient d'expansion thermique entre deux matériaux,,. Lorsqu'un potentiel électrique est appliqué sur un matériel conductif, le matériel génère de la chaleur et ses dimensions sont modifiées, de sorte que les bras de la pince se referment l'un sur l'autre. Un nombre élevé de micropinces électrothermiques utilisent ainsi du SU-8, car ce matériau bénéficie d'un haut coefficient d'expansion thermique tout en étant biocompatible. Il peut également être utilisé à faible température, ce qui est intéressant au vu des problèmes de compatibilité en température de ces micropinces avec le matériel biomédical. Une isolation peut en effet se révéler nécessaire pour certaines structures et certains matériaux dont la température trop élevée peut détruire l'objet manipulé. Ces pinces peuvent également présenter des problèmes de non linéarité, mais elles sont faciles à fabriquer et permettent de grands déplacements.

### Actuation pneumatique et électromagnétique
L'actuation pneumatique utilise de l'air compressé pour fermer les bras de la pince. La structure de base est composée d'un piston relié au carter par des ressorts. L'application d'une pression déplace le piston et active la pince. Les déplacements en sortie sont larges mais ces pinces sont volumineuses et le processus de fabrication est complexe. Les micropinces à actuation électromagnétique présentent les mêmes avantages et inconvénients. Elles utilisent la force de Lorentz générée par un conducteur parcouru par un courant et plongé dans un champ magnétique statique. L'application d'une tension à l'actuateur entraîne l'ouverture des bras de la pince.

### Actuation par AMF (Alliage à Mémoire de Forme)
L'actuation par AMF utilise la déformation crystalline induite par un changement de température entre une phase ductile et une phase à très grande résistance. À faible température, le matériau se déforme facilement. Sa forme initiale est rétablie à haute température. Le processus de fabrication de ces micropinces est simple et peu coûteux, mais leur vitesse est faible, tout comme leur efficacité énergétique.

### Autres types d'actuation
On compte divers autres types d'actuation. Les micropinces peuvent par exemple utiliser des matériaux piézoélectriques, qui génèrent des déplacements linéaires et précis. Ils sont cependant coûteux à la fabrication et présentent des problèmes d'hystérésis. Des structures plus complexes telles que les microcages, qui possèdent plusieurs bras, ont également été élaborées, mais elles nécessitent de fortes température et tension.

## Détection
La détection passe par quatre techniques principales :
- Détection optique : c'est une technique largement utilisée mais qui présente des problèmes de faible sensitivité et de résolution. De plus, elle est peu adaptée à la détection en environnement liquide du fait des effets de distorsion et de réflexion.
- Détection piézoélectrique : elle présente une plus grande résolution mais l'intégration des capteurs piézoélectriques rend la fabrication de la micropince complexe.
- Détection piézorésistive : la structure de la micropince est relativement simple mais ce type de détection est aisément affecté par des variations de température, de taille...
- Détection capacitive : cette technique bénéficie d'une grande résolution et sensitivité. De plus, le processus de fabrication est simple et peu coûteux.

## Les recherches en cours
Les publications récentes se focalisent en particulier sur l'élaboration de micropinces autonomes, non reliées à des instruments d'actuations ou de détection, et qui pourraient éventuellement être avalées par un patient. La problématique du déplacement indépendant de la pince se pose alors. Des micropinces utilisant un déplacement par lévitation magnétique en trois dimensions ont été recensées. Elles ne sont reliées à aucun instrument mais nécessitent tout de même un contrôle extérieur. Les chercheurs travaillent donc à une actuation chimique des micropinces, qui seraient à terme capables de réagir au signal émis par une tumeur et de se déplacer de manière autonome jusqu'à sa source,. Actuellement, des micropinces constituées d'hydrogel sont capables de réagir à des variations de lumière, d'acidité et de température. L'amélioration de leur actuation chimique et leur miniaturisation est donc encore nécessaire pour les appliquer dans le pistage d'une tumeur.